# Franka Anić
Franka Anić (ur. 5 lutego 1991 w Splicie) – słoweńska zawodniczka taekwondo pochodzenia chorwackiego, olimpijka z Londynu (2012), brązowa medalistka mistrzostw świata.
W 2012 roku uczestniczyła w igrzyskach olimpijskich w Londynie. Wystąpiła w kategorii wagowej do 67 kg i zajęła 5. miejsce. W eliminacjach pokonała Kazaszkę Gülnafis Ajtmuchambetową wynikiem 15:11, w ćwierćfinale Kanadyjkę Karine Sergerie wynikiem 10:5, w półfinale pokonała ją Koreanka Hwang Kyung-seon (przegrana 0:7). W repasażach stoczyła pojedynek o brązowy medal z Amerykanką Paige McPherson i przegrała go 3:8. Podczas ceremonii zamknięcia igrzysk w Londynie pełniła rolę chorążego reprezentacji Słowenii.
W 2013 roku zdobyła brązowy medal mistrzostw świata w kategorii do 67 kg.